# Château y jardín de La Vigne
El Château y jardín de La Vigne (en francés: Jardin du Château de La Vigne) es un château fortaleza MH y arboreto de 1 hectárea de superficie, de administración y propiedad privada en Ally, Francia.

## Localización
Situado en la región de Auvernia en Cantal, en el extremo noroeste del "plateau de la Xaintrie".

Jardin du Château de la Vigne Code Postal 15700 Ally, Département de Cantal, Auvergne, France-Francia.
Se encuentra abierto toda la semana del 1.º de julio al 31 de agosto salvo los lunes y se paga una tarifa de entrada.
Visitas de grupos en "rendez-vous" (previa cita) todo el año.

## Historia
Castillo medieval construido a finales del siglo XIII como fortaleza y remodelado en los siglo XVII y siglo XVIII.
En 1767 estuvo en él Jean-Jacques Rousseau.
« Château de La Vigne », inscrito como MH en 1991.

## Colecciones vegetales
Parque monumental, «à la Française» el visitante puede contemplar todo el jardín, donde el castillo sirve como centro de varios ejes de simetría en los cuales se distribuyen arbolados y parterres. 
De los elementos vegetales son de destacar los árboles maduros, arbustos, plantas vivaces, plantas anuales.